# Burton (Dorset)
Pour les articles homonymes, voir Burton.
Burton est un village de la paroisse civile de Burton et Winkton, administré (depuis avril 2019) dans le cadre de l'autorité unitaire de Bournemouth, Christchurch et Poole , dans le comté historique du Hampshire et le comté cérémonial du Dorset, en Angleterre. La paroisse est élevée au-dessus de la vallée d'Avon sur un plateau de gravier et comprend le village de Burton, ainsi que les hameaux de Winkton, Holfleet, North Bockhampton, Middle Bockhampton et South Bockhampton. La toponymie de Burton suggère une colonie anglo-saxonne mais le premier enregistrement du nom apparaît dans les archives du XIIe siècle. On pense que c'est parce qu'il a toujours été considéré comme une extension de Christchurch. Cependant, il existe des preuves d'habitation humaine là-bas dès le mésolithique . Les parties existantes les plus anciennes remontent au moins au début du XVIIIe siècle.
Fortement développée dans les années 1970, la population est aujourd'hui d'environ 4 000 habitants, résidant dans plus de 1 700 logements qui s'étendent à l'intérieur 3/4 milles (1 km)  de la zone urbaine de Christchurch. Burton a une population d'âge beaucoup plus jeune que le reste de Christchurch et la grande majorité des habitants s'identifient comme des Blancs britanniques . Plus de 30% des villageois sont non religieux mais ceux qui le sont majoritairement chrétiens.
Le village organise un certain nombre d'événements annuels, notamment une journée des anciens combattants et une chasse aux œufs de Pâques. Des services religieux sont également organisés sur le green à Pâques et à Noël, y compris des chants de Noël autour de l'arbre . Il y a un certain nombre de bâtiments classés dans le village, dont l' église paroissiale de St Luke, construite en 1874-75 et conçue par Benjamin Ferrey, et Burton Hall, une grande résidence du XVIIIe siècle avec le statut de grade II *. Le résident le plus célèbre de Burton était sans doute le poète et écrivain Robert Southey qui y vécut entre 1799 et 1805 et où il écrivit son célèbre conte de fées, Boucle d'or et les trois ours .

## Géographie
La paroisse de Burton couvre une superficie de 2 147 acres (869 ha) et comprend le village du même nom, les hameaux de Winkton, Bockhampton et Holfleet, et la campagne environnante,,.  Le village est situé à environ1 + 1/4 milles (1 km)  au nord-est du centre-ville de Christchurch mais à moins de 3/4 milles (1 km)  de son étendue urbaine,.
Assis sur une terrasse de gravier au-dessus de la plaine inondable de la vallée d'Avon, le village de Burton est un village linéaire le long de la route historique de Christchurch à Ringwood et Salisbury. À l'ouest de la colonie se trouve la vallée de l'Avon, désignée zone de protection spéciale (ZPS), Ramsar et site d'intérêt scientifique spécial (SSSI). De là, le terrain monte en pente douce vers l'est où, au-delà du village, il est principalement utilisé à des fins agricoles. La zone est drainée par un petit ruisseau, connu sous le nom de Clockhouse Stream, qui serpente à travers l'extrémité nord du village et à travers la plaine inondable, avant de rejoindre l'Avon près du centre-ville de Christchurch. L' Avon Valley Path, un sentier de 34 milles (55 km) de Christchurch à Salisbury, traverse le village.

## Histoire
Burton n'est pas enregistré dans le Domesday Book . La première mention du nom remonte au XIIe siècle, mais il est probable qu'avant cela, les documents officiels l'incluaient dans les terres de Twynham ou Christchurch, comme on l'appela plus tard. Le nom du village vient de l' anglo-saxon, « burh » signifiant ville fortifiée et « tun » signifiant ferme. Le nom suggère que le village était soit une ferme fortifiée, soit simplement une ferme appartenant au bourg voisin de Christchurch,.
Il existe des preuves archéologiques que les peuples paléolithiques et néolithiques occupaient la partie inférieure de la vallée de l'Avon, mais la première preuve de résidence permanente à Burton remonte au mésolithique. On pense que l'obstacle de la plaine inondable a conduit au développement d'une route alternative vers le nord sur laquelle des établissements marginaux comme Burton et Winkton se sont développés,.
Les bâtiments les plus anciens du village remontent au moins au début du XVIIIe siècle, mais Burton a été considérablement agrandi dans les années 1970 et 1980 et compte aujourd'hui plus de 1 700 logements et une population de près de 4 000 habitants,. Winkton est la deuxième plus grande colonie de la paroisse avec une population d'environ 180 habitants. L' Imperial Gazetteer of England and Wales de John Marius Wilson, publié de 1870 à 1872, enregistre la population de Burton à l'époque comme 582. 

## Démographie
| 0-4   | 207  | 5.0  |
| 5-15  | 478  | 11,5 |
| 16-24 | 444  | 10.6 |
| 25-44 | 917  | 22,0 |
| 45-64 | 1264 | 30.2 |
| 65-84 | 755  | 18.1 |
| 85+   | 112  | 2.6  |

Le recensement de 2011 enregistre la population de la paroisse comme 4 177 dont 48,2% sont des hommes et 51,8% sont des femmes. 16,5 % sont des enfants de moins de 16 ans, 29,3 % ont plus de 60 ans et les 54,2 % restants ont entre 17 et 59 ans. L'âge moyen moyen est de 43,3 ans. 96,6% s'identifient comme britanniques blancs. Sur les 69,1% de résidents qui ont déclaré avoir une religion, 97,97 % ont déclaré qu'ils étaient chrétiens.
La densité de population est de 4,8 personnes par hectare. 71,7% de la population est économiquement active dont 66,0% en emploi, 3,1% d'étudiants de plus de 16 ans et 2,6% de chômeurs. Les 28,3 % restants sont classés comme inactifs et intègrent les 17,7 % de retraités, les 3,3 % d'étudiants de plus de 16 ans, 3,5 % d'aidants, 2,6 % de malades de longue durée ou d'invalidité et 1,1 % qui tombent dans une autre catégorie. Burton a une population considérablement plus jeune que le reste de Christchurch,.
Bien qu'il s'agisse d'une zone rurale, seulement 0,8% des habitants travaillent dans l'agriculture. Les secteurs d'emploi les plus importants sont les groupes industriels G et Q de l'ONS - Vente en gros, vente au détail et entretien de véhicules automobiles, qui emploie 16,9 %, et Santé humaine et travail social, qui emploie 16,1 % des résidents.

## Culture et communauté

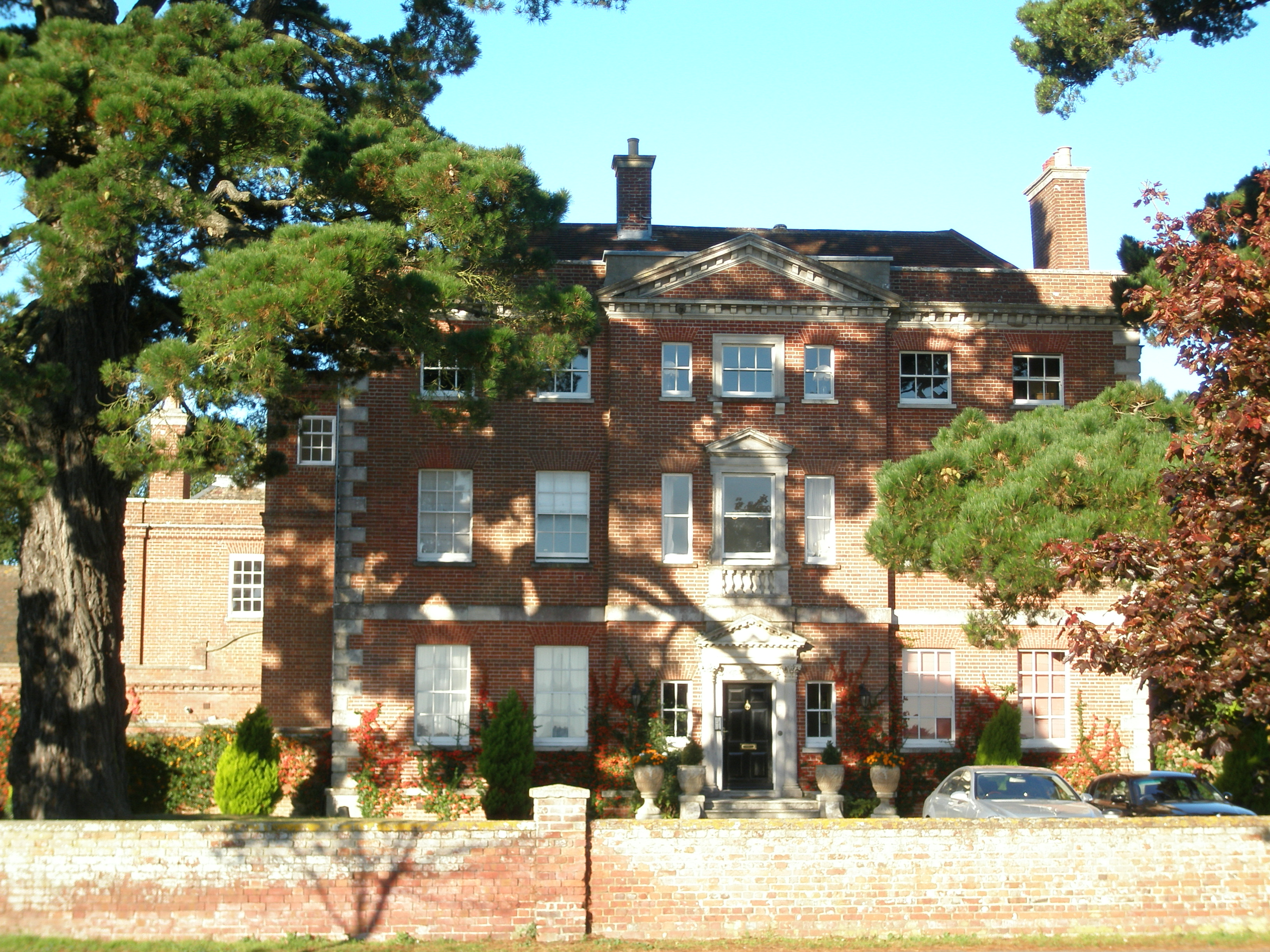
Burton Hall, un monument de grade II* construit vers 1750

Le village organise un certain nombre d'événements annuels, notamment une journée des anciens combattants et une chasse aux œufs de Pâques . Des services religieux sont également organisés sur le green à Pâques et à Noël, y compris des chants de Noël autour de l' arbre . Les services sont organisés conjointement par les deux églises locales de St Lukes et Burton United Reformed, toutes deux situées sur le green. Les autres commodités locales comprennent deux magasins généraux, un avec un bureau de poste, quatre pubs, un cabinet médical et un centre de jeunesse ,.

L'enseignement primaire est assuré dans le village à l'école primaire Burton Church of England. Les enfants doivent voyager à l'extérieur de la paroisse pour l'enseignement secondaire, généralement The Grange dans la ville voisine de Somerford . Une bibliothèque mobile visite le quartier tous les quinze jours.

## Politique
Burton fait partie de la circonscription de Burton et Grange pour les élections à Bournemouth, Christchurch et Poole Council . Burton fait également partie de la circonscription parlementaire de Christchurch pour les élections à la Chambre des communes du Royaume-Uni, actuellement représentée par le député conservateur Christopher Chope .

## Résidents notables

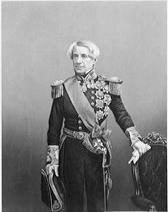
Edmond Lyon

- Edmund Lyons (1790-1858) était un commandant de la Royal Navy et diplomate qui est né et a vécu dans la paroisse de Burton, Christchurch[14].
- Robert Southey (1774-1843), écrivain, poète et plus tard poète lauréat ; vécu à Burton entre 1799 et 1805. Il a écrit le conte de fées Boucle d'or et les trois ours chez lui, Burton Cottage, qu'il avait façonné à partir de deux propriétés voisines[15]. De nombreux autres écrivains et poètes de l'époque lui ont rendu visite, notamment son beau-frère, Samuel Coleridge, et Sir Walter Scott [9].
- Daniel Gunn (ministre) (1774-1848), était un ministre de la congrégation écossais, avec une congrégation d'un millier à Christchurch, Hampshire de 1816 jusqu'à sa mort. Son école du dimanche était fréquentée par plus de quatre cents enfants. Il vécut comme un gentilhomme campagnard à Burton et y mourut le 17 juin 1848.